# Christian Hansen
Christian Marius Hansen (Fredericia, Dinamarca Meridional, 24 de setembre de 1891 – Copenhaguen, 13 de juny de 1961) va ser un gimnasta artístic danès que va competir a començaments del segle xx.
El 1908 va prendre part en els Jocs Olímpics de Londres, on fou quart en la el concurs complet per equips del programa de gimàstica.
Quatre anys més tard, als Jocs Olímpics d'Estocolm, va guanyar la medalla de bronze en el Concurs per equips, sistema lliure del programa de gimnàstica.